# Sophie Charlotte
Sophie Charlotte Wolf Silva (Hamburgo, 29 de abril de 1989) es una actriz alemana-brasileña.

## Biografía
Sophie nació en Hamburgo, Alemania. Su madre es alemana y su padre es brasileño del estado de Pará. Se mudó a Brasil a la edad de siete años. A los 19 años, abandonó la casa de sus padres en Niterói para vivir en Río de Janeiro con su amiga Carolinie Figueiredo, con quien compartió un apartamento.
En enero de 2021 a través de instagram comunicó que su padre Jose Mario da Silva había fallecido.

## Filmografía

### Televisión
| Año  | Título                    | Personaje                            |
| ---- | ------------------------- | ------------------------------------ |
| 2004 | Malhação                  | Extra                                |
| 2005 | Malhação                  | Azaléia                              |
| 2006 | Páginas de la vida        | Joyce                                |
| 2006 | Sítio do Picapau Amarelo  | Cinderela                            |
| 2008 | Malhação                  | Angelina Maciel                      |
| 2009 | Acuarela del amor         | Vanessa Barros Ferreira (Vanessinha) |
| 2010 | Cuchicheos                | Stéfany Oliveira                     |
| 2011 | Fina estampa              | Maria Amália da Silva Pereira        |
| 2012 | As Brasileiras            | Esplendor                            |
| 2013 | Laberintos del corazón    | Amora Campana                        |
| 2014 | Doce de Mãe               | Ritinha                              |
| 2014 | La Fiesta                 | Maria Eduarda Mahler (Duda)          |
| 2015 | Mujeres ambiciosas        | Alice Junqueira                      |
| 2017 | Os Dias Eram Assim        | Alice Sampaio Pereira                |
| 2018 | Ilha de Ferro             | Leona                                |
| 2019 | Aracy, O Anjo de Hamburgo | Aracy Moebius de Carvalho            |
| 2022 | Todas las flores          | Maíra da Cruz Valente                |
| 2024 | Renascer                  | Eliana Vieira                        |

### Cinema
| Año  | Título       | Personaje |
| ---- | ------------ | --------- |
| 2013 | Serra Pelada | Tereza    |
| 2014 | Tamo Junto   | Júlia     |
| 2015 | Língua Seca  | Severina  |